# 神道指令
神道指令（しんとうしれい、旧字体：神󠄀道󠄁指令、国教分離指令とも）は、1945年（昭和20年）12月15日に連合国軍最高司令官総司令部（GHQ）が日本政府に対して発した覚書「国家神道、神社神道ニ対スル政府ノ保証、支援、保全、監督並ニ弘布ノ廃止ニ関スル件」（SCAPIN-448）の通称である。
覚書は信教の自由の確立と軍国主義の排除、国家神道を廃止、神祇院を解体し政教分離を果たすために出されたものである。
GHQは日本の「軍国主義・超国家主義」をイタリアのファシズムやドイツのナチズムと同種のものと見て「国家神道」をその源泉であるとみなした。そのためアメリカの日本の占領方針である「降伏後ニ於ケル米国ノ初期対日方針」にある「連合国に対する日本の脅威を除去し、平和的かつ責任ある政府を樹立する」にある「脅威の除去」のために日本人の精神的武装解除を目的として国家神道の解体、すなわち国家から神社神道を分離することを趣旨として出された指令である。なお「国家神道」なる語は戦前の日本では使われたことのない新語であった。
これにより公的機関による神社への支援、資金援助が禁止され、「大東亜戦争」や「八紘一宇」など、国家神道、軍国主義的・超国家主義的とされる用語の公文書における使用も禁止された。
なお「神道指令」は昭和27年（1952年）4月、日本の独立回復とともに失効した。

## 成立
米国政府は連合国総司令部に対する降伏後における初期の基本的指令で、総司令官ダグラス・マッカーサーに日本から国家主義的イデオロギーを除去すること、神道への公金支出を停止するよう日本政府に要求することを命じた。同指令は1945年11月に伝達されたが、それに先立ち同一の内容が10月8日に太平洋星条旗紙に掲載されたため、総司令部民間情報教育局（CIE）局長ケン・R・ダイクは伝達を待たずに神道指令の起草に着手するようウィリアム・バンスに命じた。
個人の信仰としての神道は干渉せず「上からの強制」である神道は廃止せよ、との国務長官ジェームズ・F・バーンズの命に基き、総司令部民間情報教育局のウィリアム・バンスが草案作成を担った。バンスは日本国内の神道学者・仏教学者の教示を受けつつ、D・C・ホルトムの著作を深く参考にした。
指令の元となったスタッフ・スタディでは、軍国主義者・国家主義者が戦争を正当化するために国家神道を用いたとの認識の下に、宗教と政治の分離、国家による神道への援助の廃止、教育からの神道の除去、神祇院の廃止などが必要であると提言された。このスタッフ・スタディは、形式的には天皇が権力を持たされながら実質的には別の少数の権力者が権力を行使した政治体制を問題視し、宗教（神道）そのものを廃止せずに神道を政治から分離する方針は、皇室を存続させる総司令部の政策と合致するとした。
この時点で連合国は「Kokutai Cult」（当初は「State Cult」と表現、「国体のカルト」、国体論）と「国家神道」、「神社神道」、「国民神道」を誤ってまたは混同して使用し始めた。
総司令部に助言していた宗教学者岸本英夫によれば、総司令部は当初日本側に自主的な政教分離を促す方針だったが、1945年10月末から11月にかけてその方針を転換し、総司令部自身が指令を策定する方向に動きはじめた。岸本によれば、10月29日に民間情報教育局局長ダイクと宗教学の重鎮姉崎正治が会談した結果、自主的な政教分離を求める方針を断念したのではないかという。
12月10日に岸本英夫はバンスが作成した指令の草案についてのコメントを秘密裏に求められた。岸本は「国体」の用語の使用を禁ずる規定を草案から削除することを提案し、バンスはそれを受け入れた。岸本は国体論を禁じることによって国体を論じる『教育勅語』が神道指令を通じて不透明な形で廃止されるより、日本側の発意もしくはもっと直接的な指令により廃止されるべきだと考えた（岸本によればバンスらも『教育勅語』が慎重な取り扱いを要することは理解していたが、『教育勅語』に「国体」の語が含まれることを見落としていたのではないかという）。
ある時点の草案には靖国神社を廃止する記述、伊勢神宮を皇室の私的神殿として宮内庁管轄下に残す記述があったが、いずれも最終的には採用されなかった。
総司令部は神道指令を各種指令の中でも重要度の高いものと見なしていた。神道指令立案に関わったウィリアム・ウッダードは、国家による強制性のあった神道（国家神道）を廃止することで日本国民の信教の自由を守ることができると考え、これは「民主化の重要な第一歩」であったとした。
12月15日、総司令部は国家神道に対する政府の保証・支援・保全・監督および弘布（出典ママ）の廃止に関する覚書を発出した。

## 影響
指令を受け、幣原内閣は12月28日に、ポツダム勅令で宗教法人令を公布施行し、宗教団体法を廃止して、宗教団体の国家統制を廃止した。また、政府は翌年1946年（昭和21年）2月の勅令第71号昭和二十年勅令第五百四十二号「ポツダム」宣言ノ受諾ニ伴ヒ発スル命令ニ関スル件ニ基ク明治三十九年法律第二十四号官国幣社経費ニ関スル法律廃止等ノ件ヲ定ム（昭和21年勅令71号）で国庫から神社への資金提供を廃止するなど、それまでの神社の国家管理に関わる法令を廃止・改正した。官幣社・国幣社などの近代社格制度が終わり、以後、旧官国幣社神社の神職が官吏としての待遇を受けることもなくなった。同じく2月に神祇院が、3月に神宮皇學館大學が廃止された。
総司令部民間情報教育局局長ダイクと宗教課長ブンセは指令発表後に、国庫からの補助金がなくなった後の神社のありかたについて、寄付金で運営していくことができると考えていると述べ、伏見稲荷や琴平宮を実例として挙げた。元々氏子からの寄付で成り立っていた多くの神社は公的援助がなくなっても経営に大きな打撃を受けなかったが、経営的にも設立の経緯からも国家及び軍に全面的に頼っていた靖国神社は、宮司から軍人を外すなど改革を迫られることになった。
間接的影響として、軍国主義者のための忠魂碑や銅像の建造禁止、戦死者の公葬の禁止、官公立学校生徒の社寺立ち入り禁止等が、政府通達等を通じて行われた。
神道指令は天皇の神道儀礼（皇室神道・宮中祭祀）に制約を加えなかった。
半月後の天皇の人間宣言は神道指令に同調している。
文部省は神道指令を受け、紀元節、天長節、明治節、一月一日の四大節に際しての学校における儀式を一部変更させたが、変更されなかった儀式の中に教育勅語の奉読等が含まれていた。1946年3月に来日した米国対日教育使節団がこれを問題視し、文部省は1946年10月に国民学校令施行規則47条の詳細な儀式の規定を削除した。
この指令の趣旨は宗教団体への公金支出を禁じる日本国憲法第89条、信教の自由を保障する第20条へ取り入れられた。
だが、日本社会の実情を無視した政策であったため、地方軍政部を通してGHQに苦情が相次ぎ、昭和24年（1949年）以降はGHQも神道指令の適用を事実上、緩和した。
神道指令は、日本で神道や仏教に比べ勢力の小さいキリスト教を後押しする効果があったのではないかとも言われる。
「神道指令」が出され、国家神道は解体へ向かったが、一部の共産主義国をのぞいて欧米諸国にも前例のない「国家と宗教の分離」という峻厳な政教分離政策がとられたため、国家と神道を巡る政教関係についてはいまだに論争が続いている。また神道指令は神道にのみ厳しく適用されたため、他宗教との差別待遇を生じ、ポツダム宣言の標榜した信教の自由の保障に反するとも言われている。
また、「神道指令」が神道と国体論を混同して取り扱ったために「国家神道」という概念の定義や研究において、いまなお研究者の間では混迷が続いていると言われている。

## 評価・批判
神社本庁は指令により神道の信仰が「不当に圧迫された」とした。
葦津珍彦は神道指令に関する1960年（昭和35年）の論文で、「重大な障害がない限り」（"as long as there is no serious obstacle"）占領軍は「被占領地の信仰と慣習に干渉すべきでない」（"should not intervene in the religious faith or customs  of  an occupied area"）ということがハーグ条約で定められていたとして、日本占領軍による神道の弾圧は国際法からの逸脱だと批判した。
新田均と武田秀章は神道と日本の国家は本来「区別しがたいほどに密接している」ものであり、国家と独立した歴史を持つキリスト教の政教分離と比べて神道の政教分離は非現実的であるとして、平成17年に神道指令を批判した。
島薗進と菅孝行は神道指令は神社を国家から切り離すことに主眼を置いており、天皇と皇室の祭祀に制約を加えなかった点で不徹底であったとする。
藤田大誠は神道指令に神道と国体論の混同があったことが、今日の「国家神道」概念の定義や研究にいまなお混迷をもたらしているとし、外延の広い、いわゆる「広義の国家神道」という概念や国家神道という言葉自体に拘らず、「近現代神道」としての研究の必要性を提起している。